# Edwin Lutyens
Edwin Landseer Lutyens (OM KCIE RA FRIBA) (Londres, 29 de marzo de 1869-Londres, 1 de enero de 1944) fue uno de los más importantes urbanistas británicos del siglo XX. Su obra se caracterizó por adaptar la arquitectura tradicional a los requisitos de su época. Diseñó muchas casas de campo en Inglaterra, y sobre todo, la ciudad de Nueva Delhi, parte de la metrópoli de Delhi que más tarde albergaría la sede del gobierno de India. En reconocimiento a su labor, Nueva Delhi también es conocida como "la Delhi de Lutyens".
Considerado por algunos como «el más grande arquitecto británico», Edwin Lutyens recibió numerosos reconocimientos a su labor. En 1918, Lutyens fue nombrado caballero, siendo el primer arquitecto que recibía tal distinción. Fue miembro de la Royal Academy, primero como asociado desde 1913, posteriormente como miembro de pleno derecho (elegido en 1920), y finalmente como presidente desde 1938 y hasta su muerte. En 1921 recibió la Medalla de Oro del RIBA. En 1924, fue nombrado miembro de la recién creada Royal Fine Art Commission. En 1925 el American Institute of Architects le concedería la Medalla de Oro. Por su trabajo en la ciudad de Delhi fue nombrado caballero comendador de la Orden del Imperio de la India (KCIE). En 1941 sería reconocido con la Orden de Mérito del Reino Unido (OM). También fue miembro del Royal Institute of British Architects (FRIBA), del que fue vicepresidente, y doctor honoris causa por la Universidad de Oxford (LLD).
En colaboración con Herbert Baker, diseñó varias obras en Nueva Delhi, como la Puerta de la India, o la residencia del virrey, conocida como Rashtrapati Bhavan

## Biografía
Edwin Lutyens nació en Londres. Debe su nombre a un amigo de su familia, el pintor y escultor Edwin Landseer. Lutyens estudió arquitectura en el South Kensington School of Art, hoy Royal College of Art, desde 1885 hasta 1887. Tras sus estudios inició sus prácticas en el estudio de Ernest George y Harold Peto. Fue allí donde conoció a Sir Herbert Baker con quien más tarde colaboraría en la construcción de Nueva Delhi.

### Matrimonio y madurez
El 4 de agosto de 1897 Lutyens contrajo matrimonio con Emily Lytton (1884-1964), tercera hija de Robert Bulwer-Lytton, primer conde de Lytton y Virrey de la India. Tuvieron cinco hijos, pero la pareja fue infeliz prácticamente desde el comienzo. Lady Emily se interesó cada vez más por la teosofía y las religiones orientales, así como por el gurú Jiddu Krishnamurti, por quien sentía una fascinación filosófica y sentimental.
Su hija Elisabeth Lutyens se convirtió en una reputada compositora. Otra hija, Mary Lutyens, fue una escritora conocida por sus libros acerca de Jiddu Krishnamurti. Su nieto Nicholas Ridley fue ministro durante el gobierno de Margaret Thatcher.
Sus cinco hijos fueron:
1. Barbara Lutyens (n. 1898) casada el 10 de mayo de 1920 con el Capitán Rt.Hon. (David) Euan Wallace, M.C., M.P. (1892-1941).  (Euan Wallace se casó en primeras nupcias con Lady Idina Sackville (fallecida en 1919), y tuvo dos hijos con ella).[12] El tercer hijo de Bárbara, y único superviviente suyo, fue Billy Wallace (n. 1927), amigo de la princesa Margarita de Windsor. Barbara Lutyens se casó nuevamente en 1945 con el Lt.Cmdr. Herbert Agar, USNR.[13]
2. Robert Lutyens (1901-1971[14]/1972), arquitecto que trabajó junto con su padre; fue también diseñador de interiores, periodista y escritor. Se casó en dos ocasiones y tuvo un hijo de su primera esposa y una hija, Candia, de la segunda. diseñadora de muebles.[15]
3. Ursula (1904-1967) casada en 1924 con el 3.er vizconde de Ridley, con quien tuvo tres hijos: Matthew Ridley, 4.º Vizconde de Ridley (n. 1925), su hermano Nicholas Ridley, Baron Ridley de Liddesdale (1929-1993) y una hija.
4. Agnes Elisabeth Lutyens (1906-1983); casada dos veces. De su primer matrimonio tuvo un hijo y dos hijas. Con su segundo esposo, Edward Clark, tuvo un hijo.[16]
5. Edith Mary Lutyens (1908-1999),[17] escritora, casada con el agente de bolsa Anthony Rupert Herbert Franklin Sewell, con quien tuvo una hija. Se casó en segundas nupcias en 1945 con el historiador de arte y royal furrier J.G. Links (f. 1997).

En sus últimos años, Edwin Lutyens padeció varios ataques de neumonía. A principios de los años 1940 se le diagnosticó cáncer. Falleció el 1 de enero de 1944. Su tumba, diseñada por su amigo William Curtis Green, se encuentra en la cripta de la Catedral de San Pablo de Londres.

## Obra

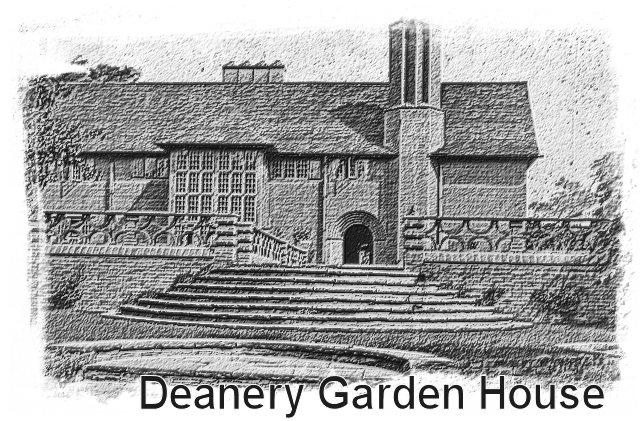
Deanery Garden House.

En un comienzo, los proyectos de Lutyens seguían las pautas del movimiento Arts and Crafts, pero a principios del siglo XX su trabajo se volvió más clasicista. Sus encargos eran muy variados, desde casas particulares hasta iglesias, incluyendo la planificación de la nueva capital de la India, Nueva Delhi, en la que trabajaría desde 1912 hasta 1931.

### Inicios profesionales
Lutyens comenzó a trabajar en solitario en 1889, con un primer encargo de una casa en Crooksbury, en Farnham (Surrey). Durante este trabajo, conoció a la diseñadora de jardines y horticultora Gertrude Jekyll. En 1895 comenzó a diseñar para ella la casa Munstead Wood, en Godalming. Fue el comienzo de una fructífera colaboración profesional que definiría el estilo de sus casas de campo.
Este edificio, en forma de U, fue concebido de forma integral con el jardín que lo rodea. La forma natural con que Lutyens y Jekyll integraron paisaje y arquitectura redefiniría el concepto del jardín inglés informal, salpicado de escalinatas y terrazas de piedra. En la casa, construida con piedra arenisca y abrigada por cubiertas de teja, ya se observa el incipiente estilo de Lutyens, inspirado en el Estilo Tudor.
La fama de Lutyens creció enormemente gracias a la revista Country Life creada por Edward Hudson, que reprodujo varios de sus edificios. Hudson era un gran admirador del estilo de Lutyens y él mismo le encargó varios proyectos, entre ellos la reforma del Castillo de Lindisfarne y las oficinas centrales de la revista Country Life en Londres. Durante esta época, uno de sus asistentes fue el arquitecto escocés Maxwell Ayrton.
El segundo año del siglo XX diseñó Little Thakeham, una casa de campo que destaca por los detalles clasicistas y por los balcones de reja que se abren hacia el salón.
Entre 1905 terminó las obras de Marsh Court en Hampshire, que sería el último de sus diseños Tudor, construido con una variante de la antigua técnica del tapial.
Entre 1914 y 1915 diseñó un mausoleo para la familia Phillipson en el Crematorio de Golders Green, una obra registrada por su especial interés arquitectónico en el English Heritage

### Obras públicas

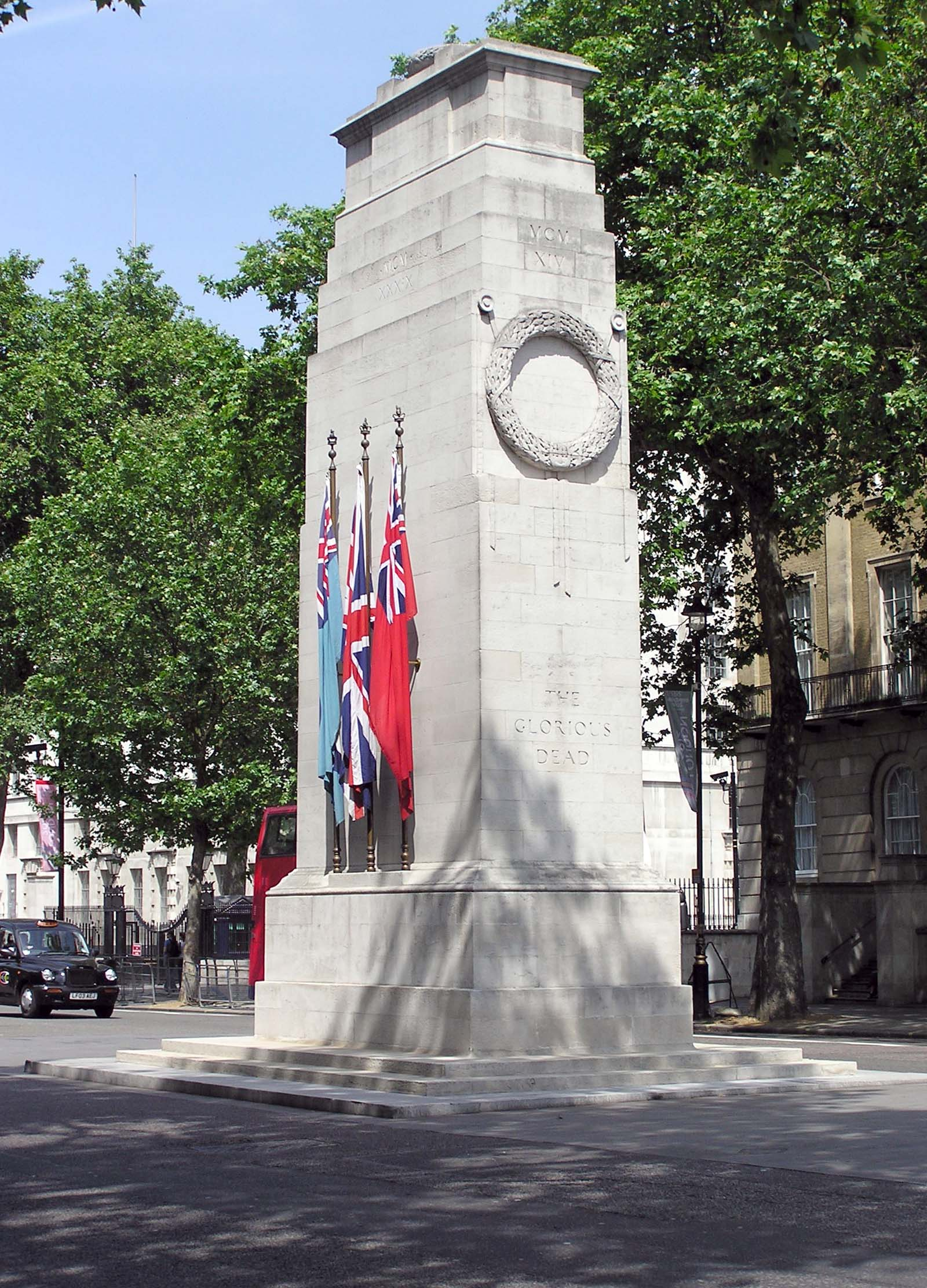
Cenotafio, Whitehall.

Antes del final de la Primera Guerra Mundial, Lutyens fue seleccionado junto con otros dos arquitectos para formar la Commonwealth War Graves Commission, cuya misión sería diseñar monumentos que conmemorasen a los fallecidos durante el conflicto. Los más conocidos de entre estos monumentos son el Cenotafio de Whitehall, en Westminster (Londres), y el Monumento a los Caídos en la Batalla del Somme, en Thiepval.
El Cenotafio de Whitehall iba a ser un catafalco, una plataforma de baja altura provisional para albergar el Desfile de la Victoria Aliada en 1919. El arquitecto encargado fue David Lloyd George, que invitó a Lutyens a diseñarlo. Este lo transformó en un monumento de mayor altura. En 1920 sería reconstruido en el mismo emplazamiento, utilizando piedra de Pórtland. Varios otros monumentos de Lutyens están basados en este cenotafio, como el Monumento de Todos los Santos de Northampton. También diseñó el Tower Hill memorial, en el Victoria Park de Leicester, similar a la Puerta de la India).
Mientras trabajaba en Nueva Delhi, Lutyens siguió recibiendo encargos, entre ellos varios edificios comerciales en Londres y la sede de la embajada británica en Washington D. C. (1927).
En 1924 se terminó la construcción de la que sería su obra más popular, la casa de muñecas de la Reina María, una villa palladiana de cuatro plantas construida a escala 1/12 y exhibida permanentemente en la zona pública del Castillo de Windsor. No se planteó como un juguete para los niños, sino como una muestra de la más brillante artesanía británica de la época.
En 1929 se le encargó el diseño de una nueva catedral en Liverpool. Lutyens ideó una enorme catedral de ladrillo y granito, coronada por torres y una vasta cúpula de 160m de altura. La parte escultórica fue encargada a Charles Sargeant Jagger y W C H King. Los trabajos comenzaron en 1933, pero fueron suspendidos durante la Segunda Guerra Mundial. Tras la guerra, las obras se suspendieron por falta de fondos, con solo la cripta terminada. En la Walker Art Gallery se puede admirar una maqueta del proyecto original. Finalmente, se construyó la Catedral Metropolitana de Liverpool en los terrenos adyacentes al emplazamiento original, bajo la dirección de Sir Frederick Gibberd, que fue consagrada en 1967.
Un año después de su muerte, se hizo público un plan urbanístico para la ciudad y el condado de Kingston upon Hull, del que Lutyens fue coautor junto con Sir Patrick Abercrombie. El propio Abercrombie hizo especial referencia a la contribución de Lutyens al proyecto. No obstante, dicho plan fue rechazado por las autoridades.

### Nueva Delhi
Diseñada en gran parte por Lutyens a lo largo de 20 años, la ciudad de Nueva Delhi, situada en la metrópoli de Delhi, iba a reemplazar a Calcuta como la sede del Raj Británico. El proyecto se completó en 1929 y se inauguró oficialmente en 1931. Situada al suroeste de la ciudad amurallada de Shahjahanabad, el plano de la nueva ciudad estaba marcado por amplias avenidas radiales conectando los puntos principales, al estilo de otras ciudades planificadas como Camberra o Washington D. C.. En esta ciudad combinó el clasicismo de la arquitectura occidental con rasgos de las tradiciones locales, en particular de la arquitectura mogola y sus jardines acuáticos.
Construida según los mismos principios que otras colonias británicas, el mercado sería el punto de encuentro entre los asentamientos nativos y la nueva ciudad imperial. Allí imaginó Lutyens "el gran centro comercial para los residentes de Shahjahanabad y Nueva Delhi", dando lugar al mercado existente en la actualidad.
El edificio más importante diseñado por Lutyens en Nueva Delhi es la gran cúpula budista hoy conocida como Rashtrapati Bhavan. Este edificio palaciego, que alberga 340 habitaciones, ocupa un área de 1,3 km² y cuenta con un jardín privado diseñado por el propio Lutyens. Dicho palacio sería la residencia oficial del virrey de la India y, en la actualidad, del Presidente de India. En este palacio se encuentra un busto de Lutyens, la única estatua de un occidental que los indios mantuvieron en su ubicación original tras la independencia.  También diseñó la Casa Hyderabad, el palacio en Delhi del Último Nizam de Hyderabad.
Para esta ciudad, Lutyens inventó un nuevo orden arquitectónico, que ha venido en llamarse el "orden Delhi", que usó también para algunos edificios de Inglaterra, tales como el Campion Hall en Oxford.
La nueva ciudad albergaría los edificios del parlamento y del gobierno, varios de ellos diseñados por Herbert Baker, construidos con la característica piedra arenisca roja del entorno, siguiendo los patrones de la arquitectura mogola.
Varias de las villas de la zona "Lutyens Bungalow" (LBZ), un área de viviendas de baja densidad, se encuentran en peligro debido a la presión urbanizadora ejercida por el desarrollo urbano de Delhi. El área LBZ fue incluida en 2002 en la lista de 100 lugares más en peligro elaborada por la World Monuments Fund.

### Obras en Irlanda
Sus trabajos en Irlanda incluyen el Irish National War Memorial, en Islandbridge, Dublín (restaurado recientemente); Heywood Gardens, Condado de Laois (abierto al público); profundas modificaciones y ampliaciones al castillo de Lambay, Isla de Lambay y modificaciones y ampliaciones del Castillo de Howth, en Howth. También realizó varios proyectos para albergar la sede de la galería de arte Hugh Lane, que finalmente no prosperaron.

### Una obra en Madrid: elPalacio de Liria
Uno de sus últimos trabajos, que diseñó pero no llegó a ver en construcción, fue la reforma interior del Palacio de Liria de Madrid, propiedad de Jacobo Fitz-James Stuart y Falcó, duque de Alba y que había sufrido un bombardeo aéreo durante la guerra civil española. Lutyens obtuvo el encargo por su amistad con el duque, que había ejercido de embajador español en Londres, y ya años antes había introducido unas mejoras en el mismo edificio, pero el incendio las destruyó por completo.
Entre las novedades que Lutyens introdujo en Liria destaca la escalera principal, más amplia que la original y sostenida por columnas de gusto clasicista. Los salones fueron diseñados para la exhibición de la extensa pinacoteca de los Alba; son amplios y se alinean al modo de los palacios europeos antiguos. Lutyens reconstruyó también la capilla. Las obras se desarrollaron entre 1948 y 1956, tras la muerte del arquitecto y se introdujeron numerosos cambios respecto a su diseño.

## Galería de obras

Edificios religiosos
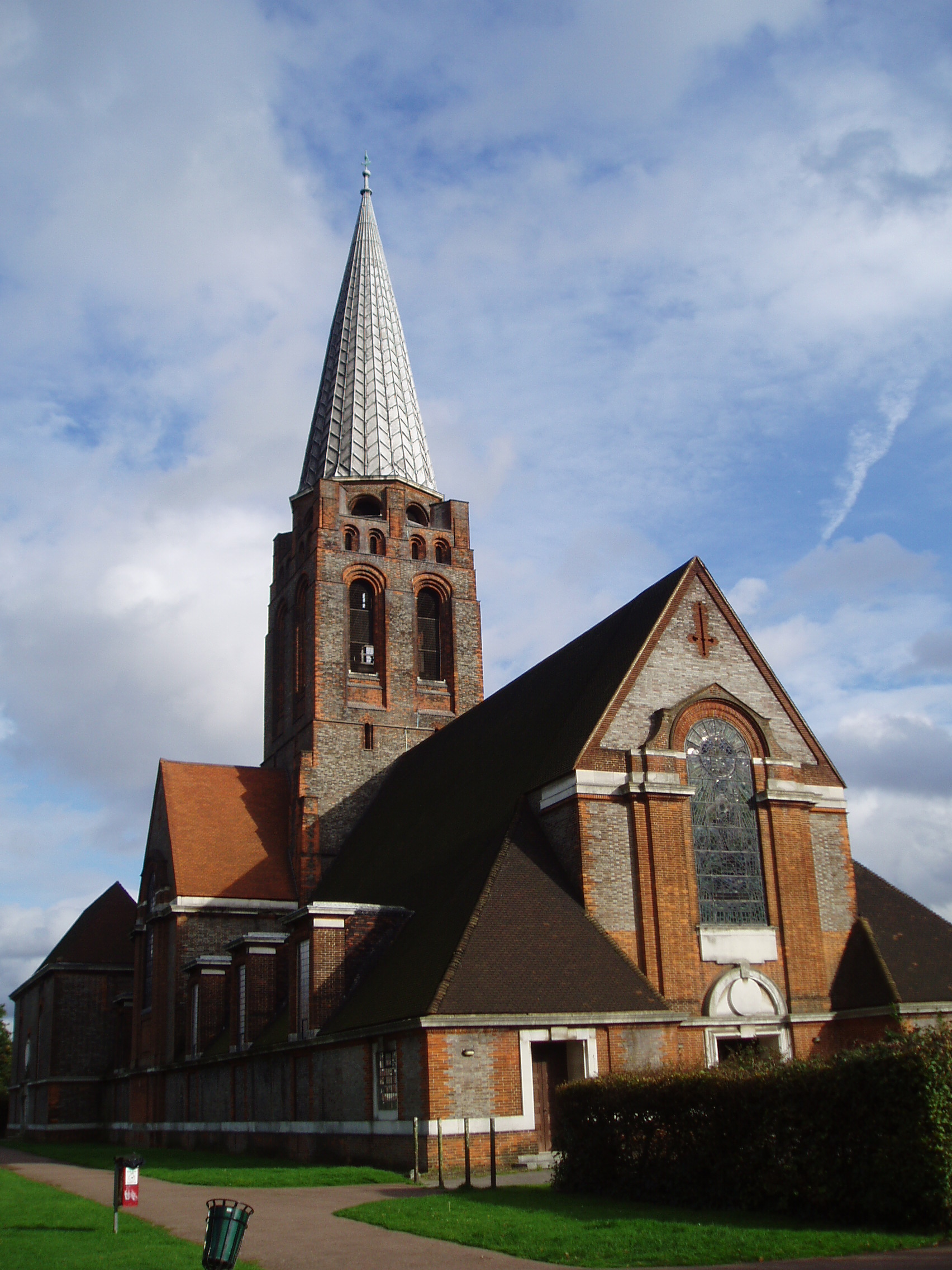
St Jude's Church, Hampstead Garden Suburb
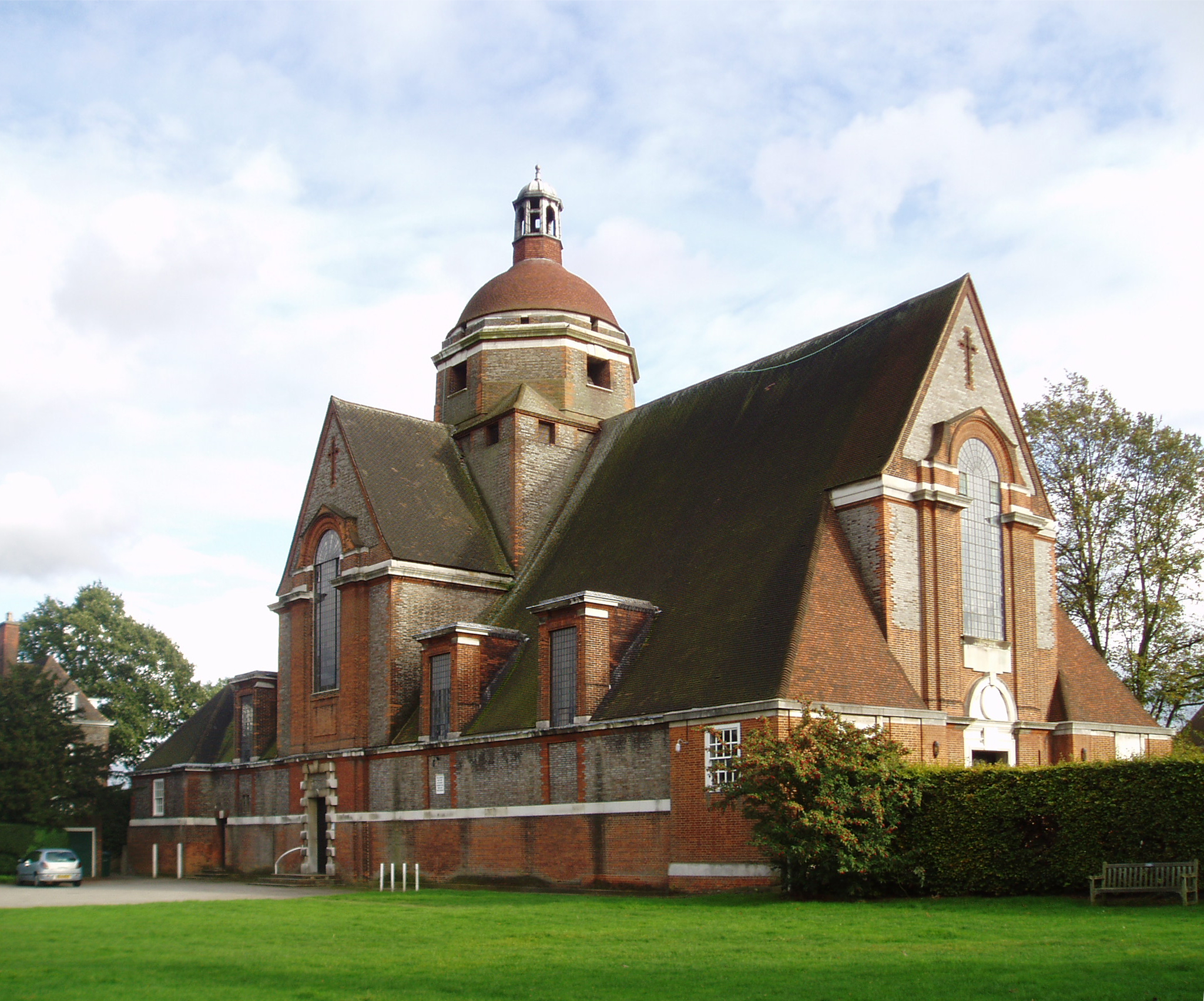
Free Church, Hampstead Garden Suburb
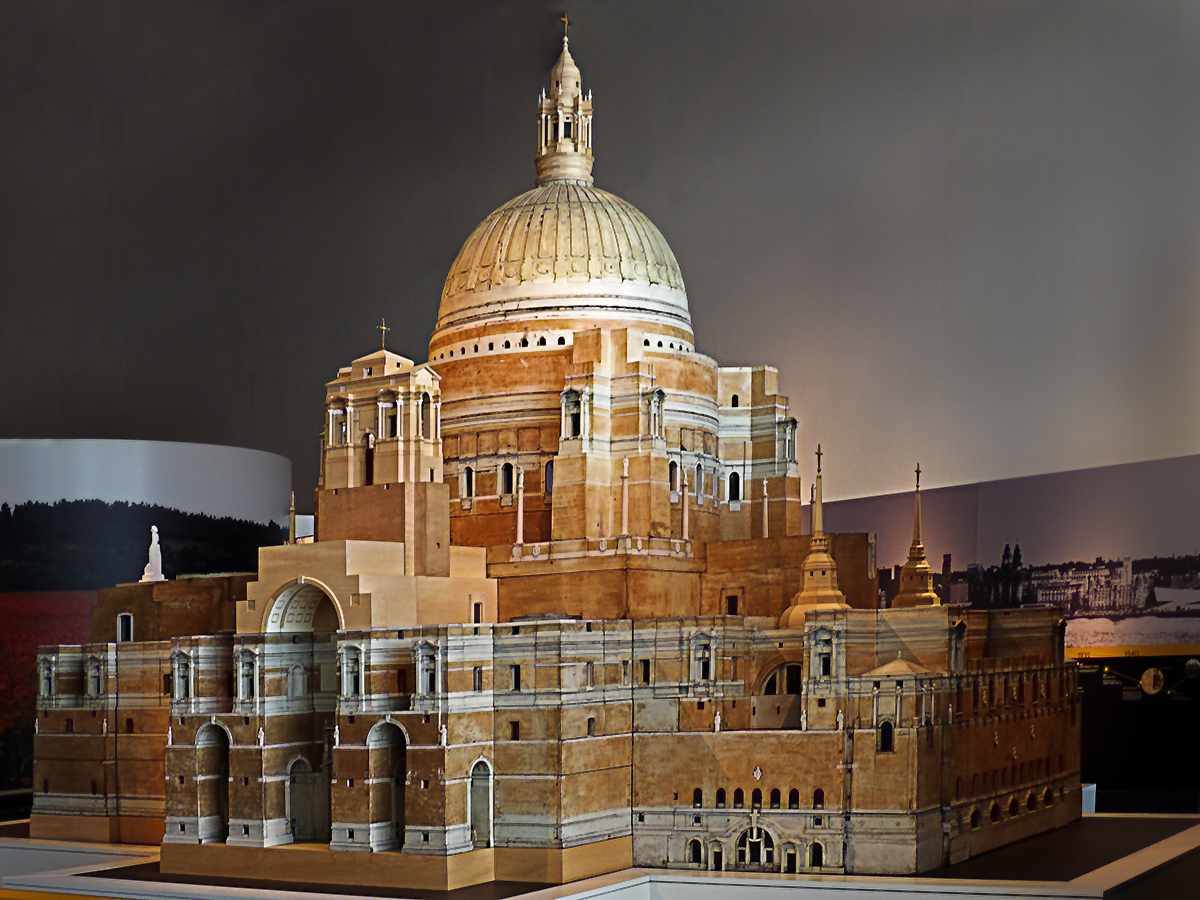
Gran maqueta de la catedral metropolitana de Liverpool presentada por Lutyens a la Royal Academy & aquí en el Museum of Liverpool

Edificios civiles
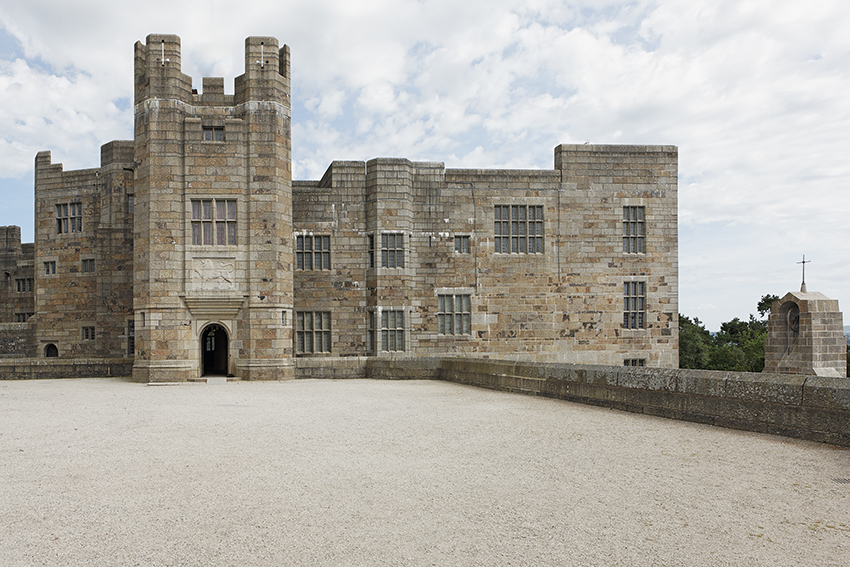
Castillo Drogo, fachada occidental, entrada, Devon
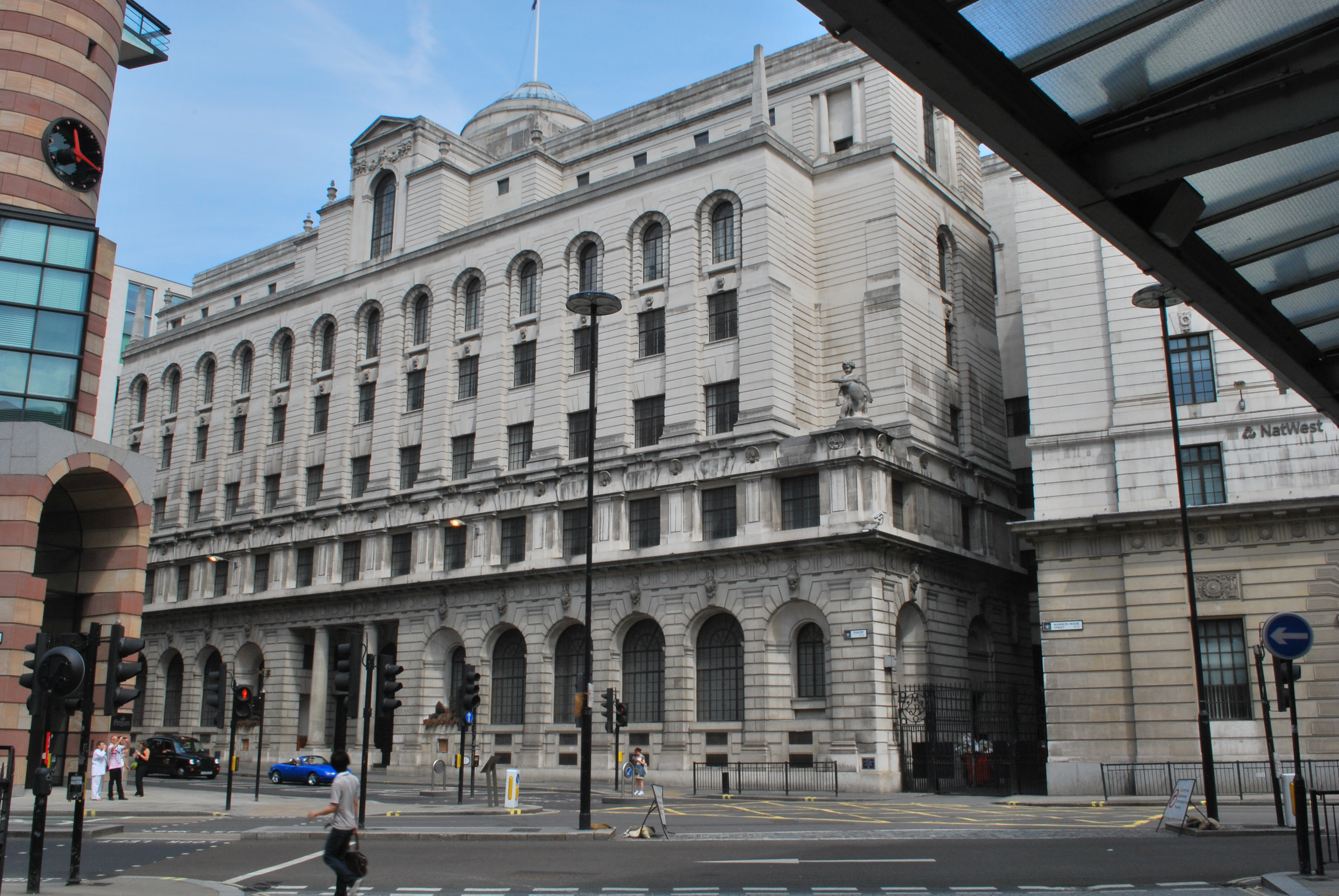
Antigua sede del Midland Bank, Poultry, Londres
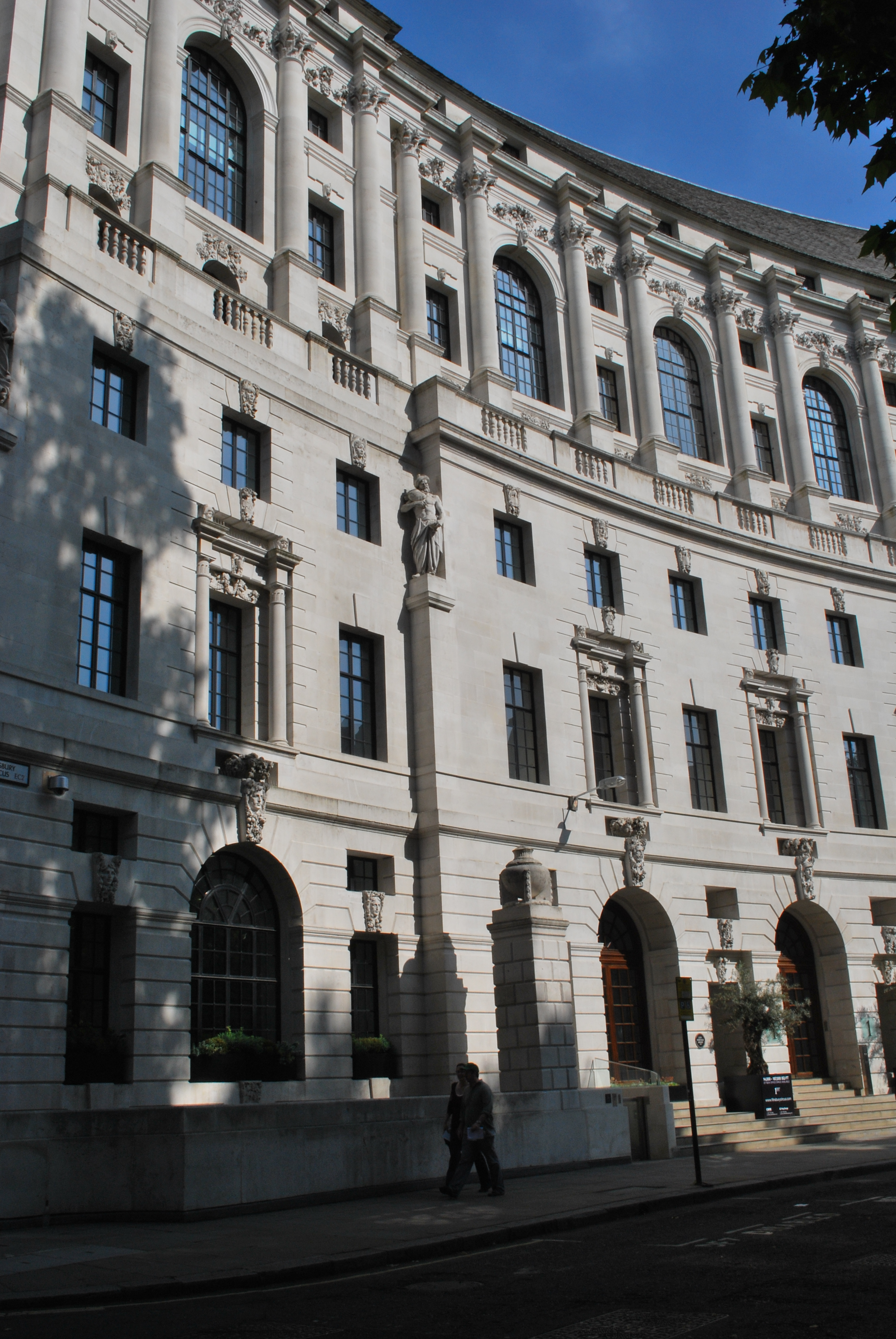
Britannic House, Finsbury Circus, Londres
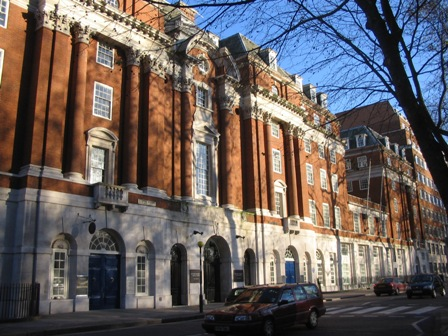
British Medical Association, Tavistock Square, London
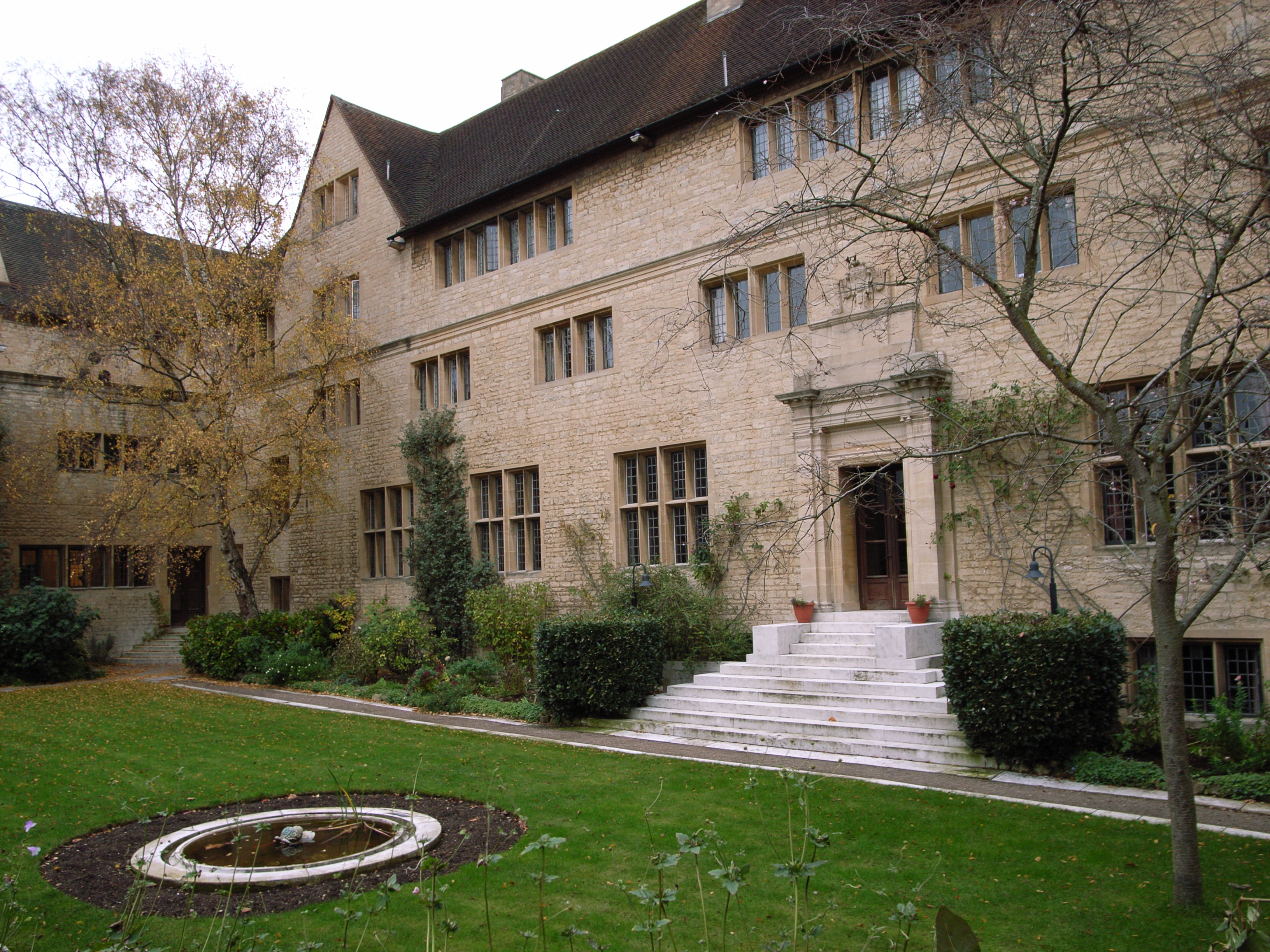
Campion Hall, Oxford
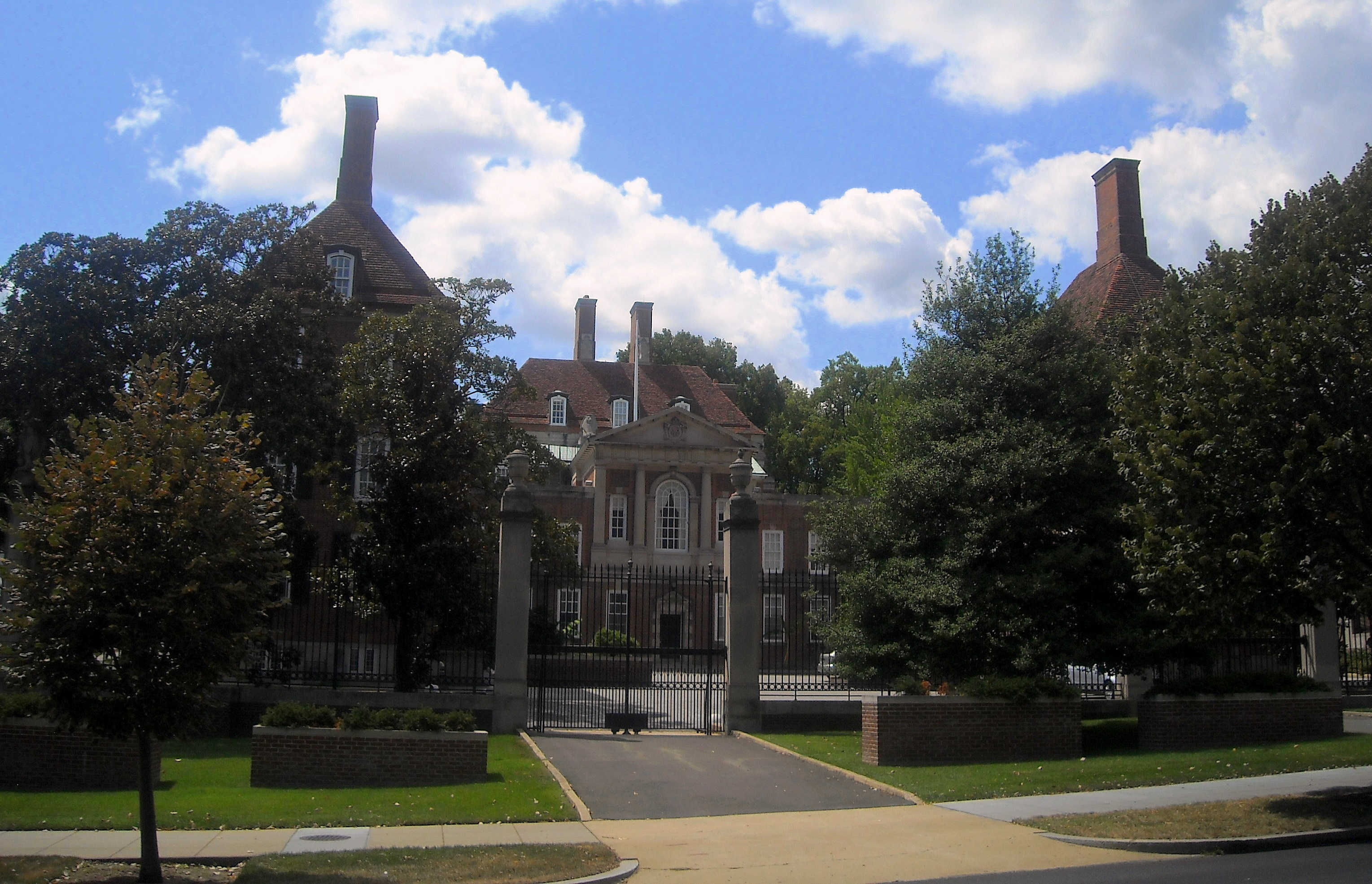
British ambassador's residence, Washington D.C., USA
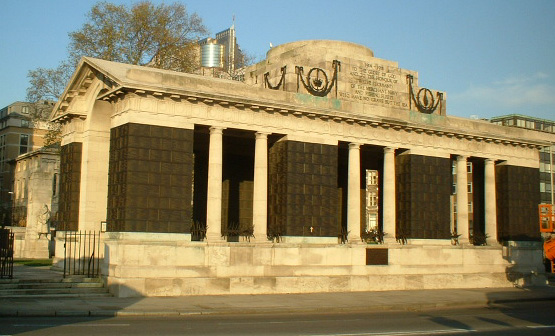
Tower Hill Memorial, Trinity Square, London
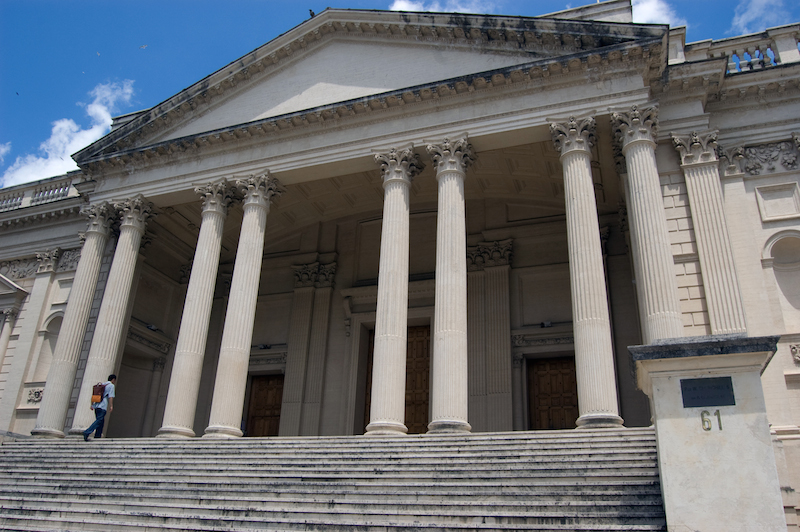
The portico of Lutyens' 1916 home for the British School at Rome
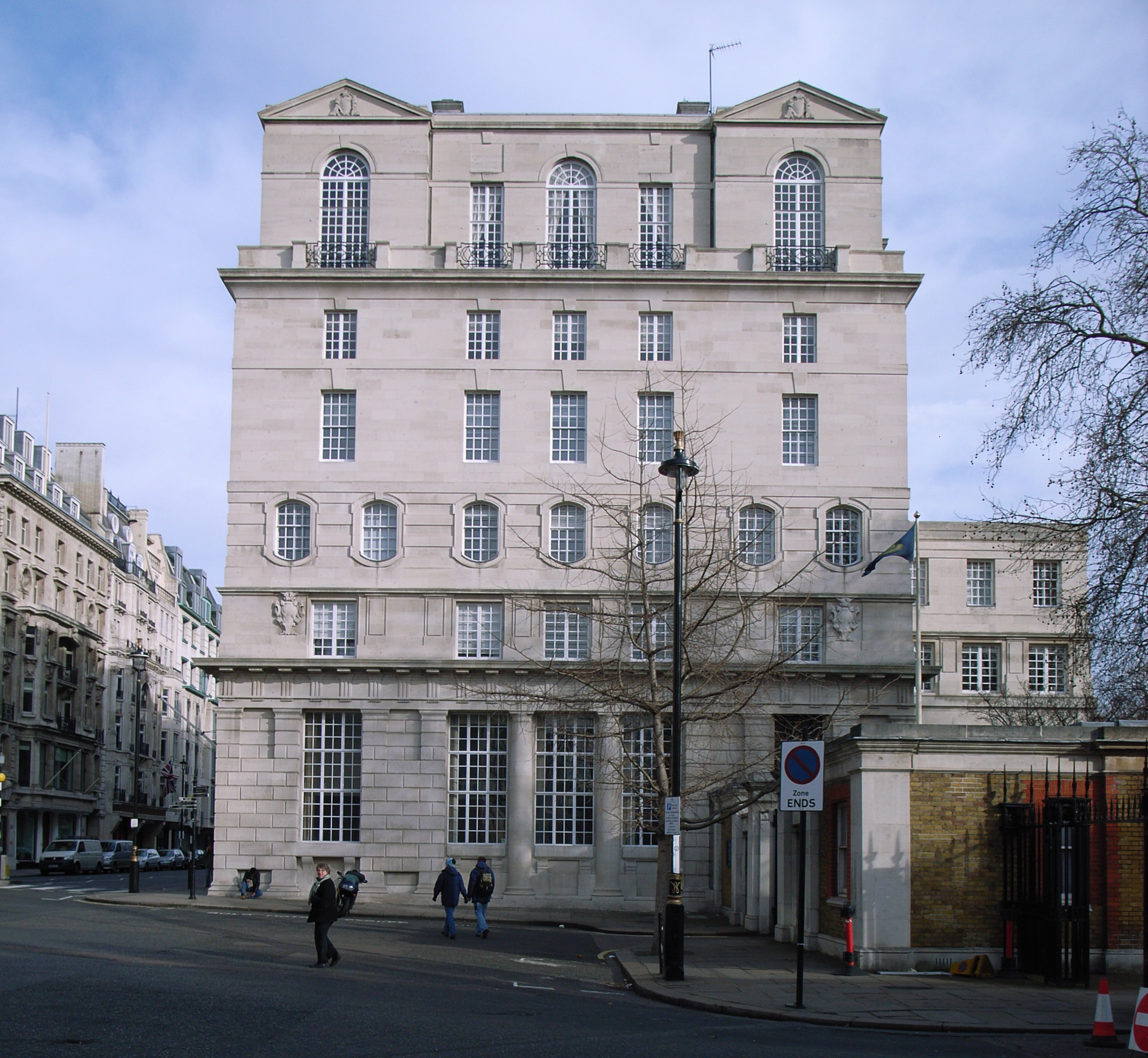
67-68 Pall Mall, London
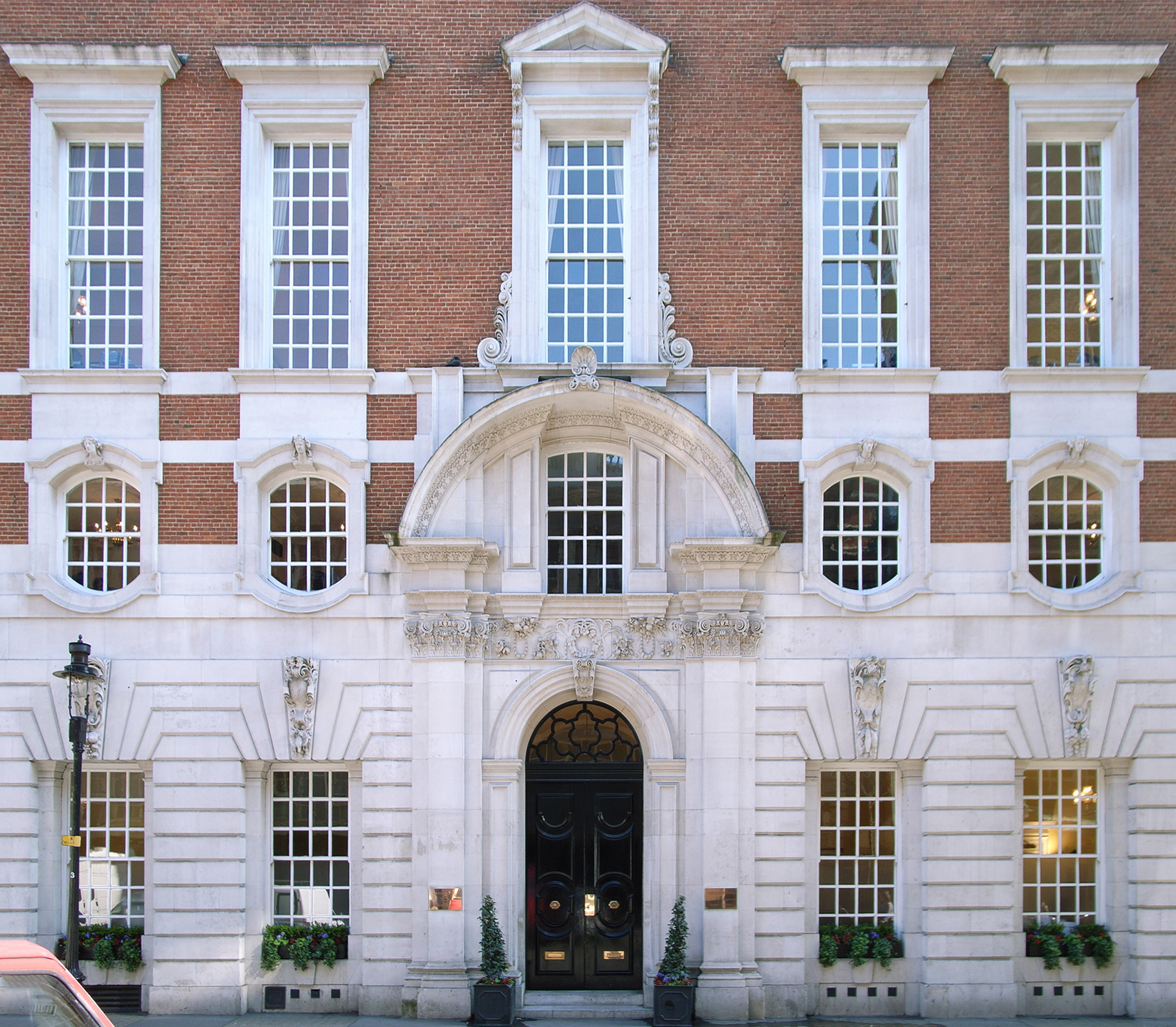
Country Life Offices, Tavistock St., London
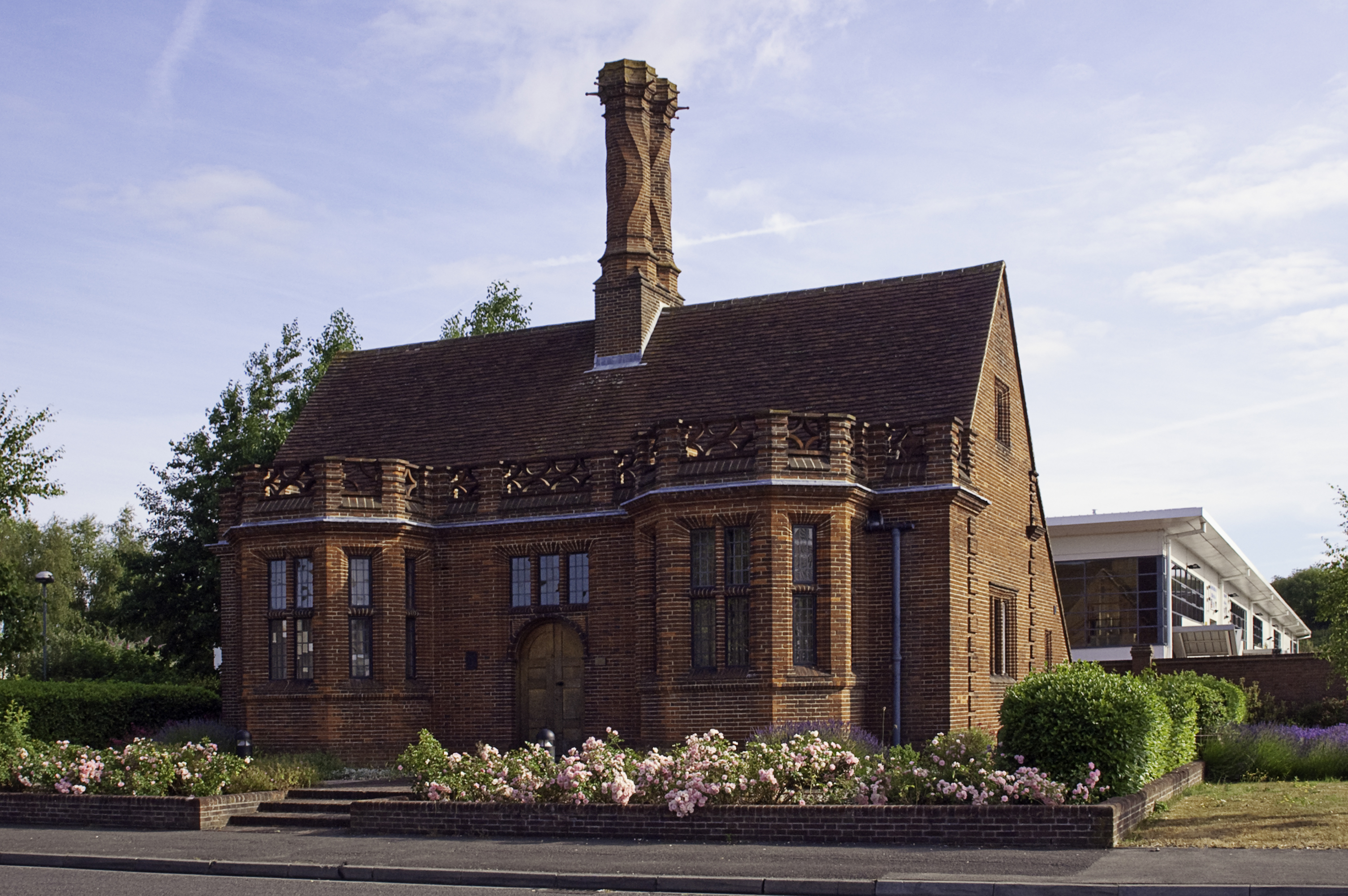
Daneshill Brick & Tile Company office, Basingstoke
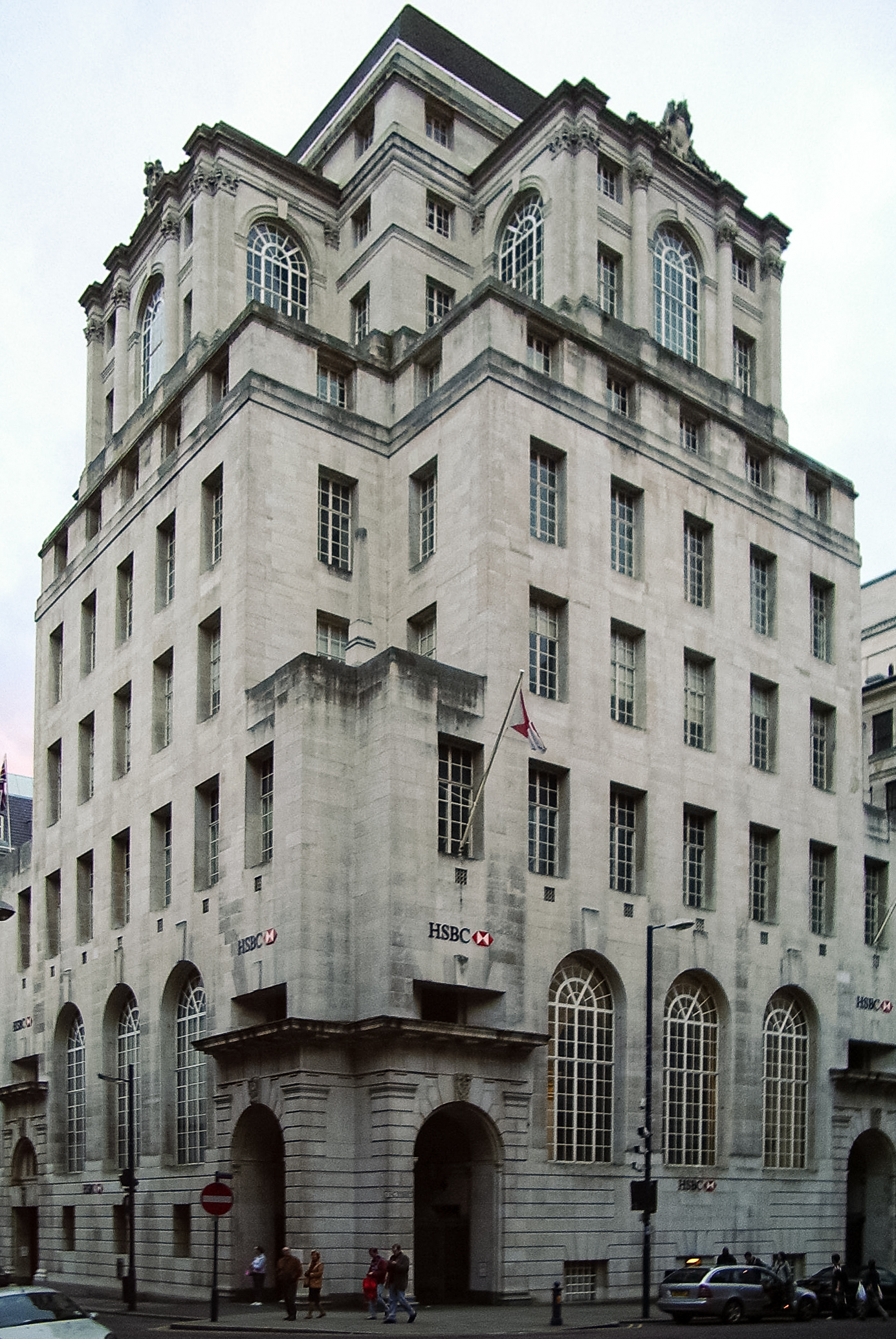
Midland Bank Building, King Street, Manchester

Monumentos
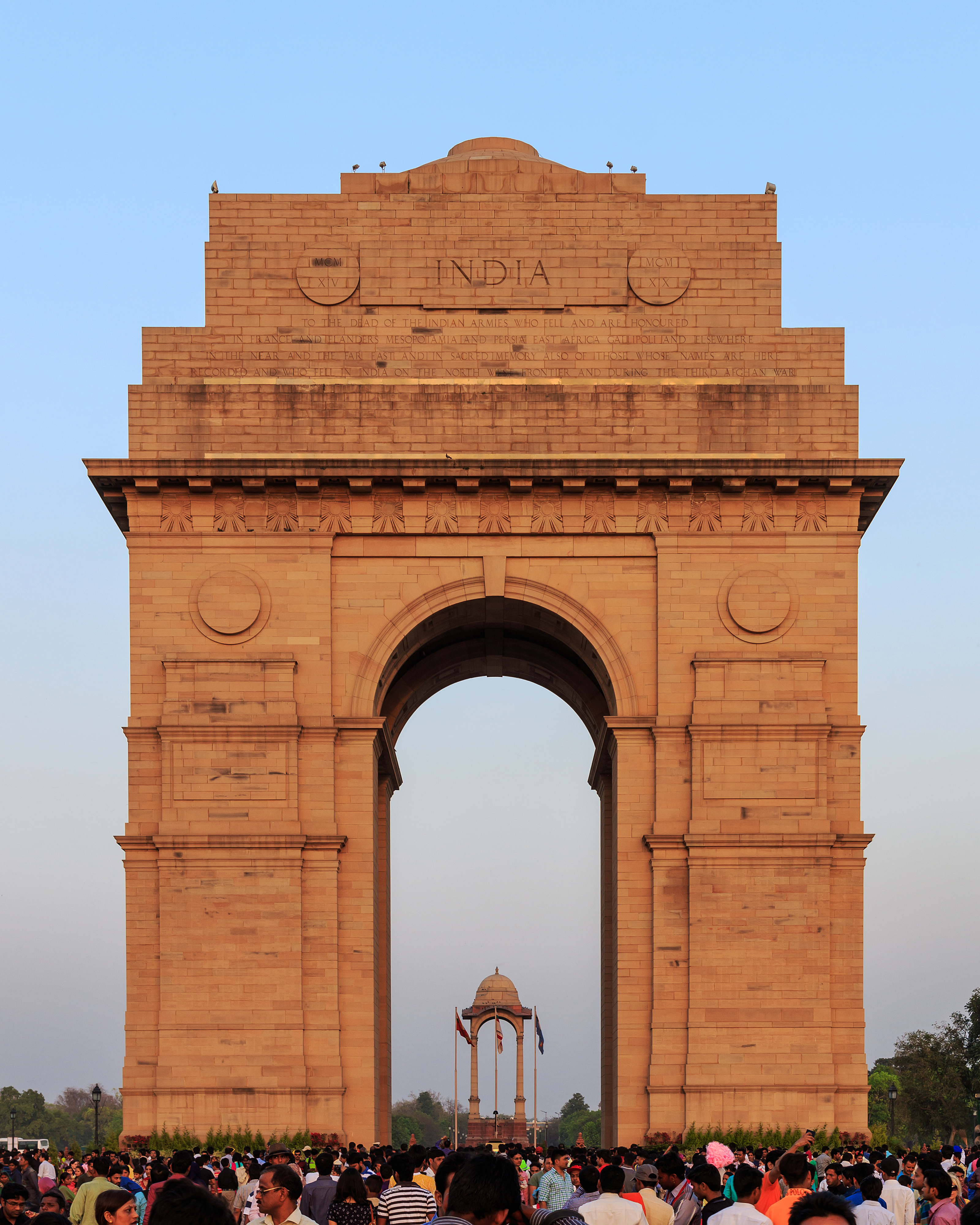
Puerta de la India, Delhi
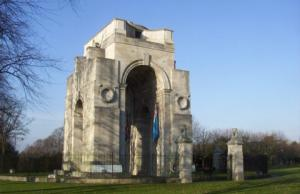
Memorial de guerra, Victoria Park, Leicester
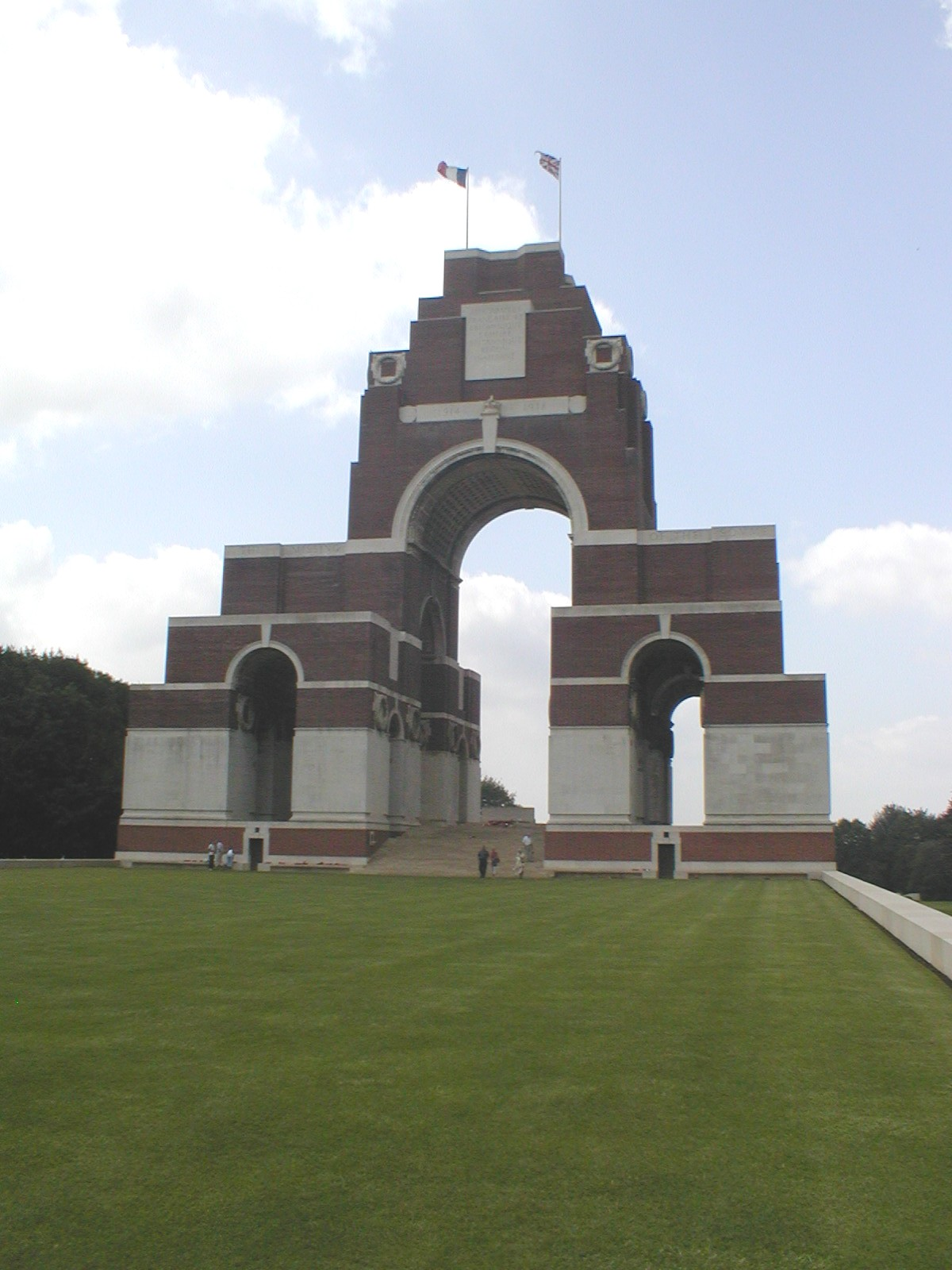
Memorial to the Missing of the Somme, Thiepval, France
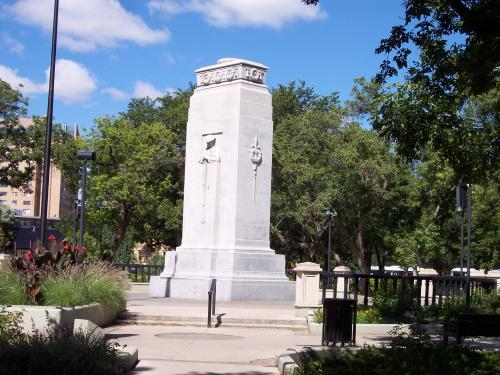
Cenotaph (Saskatchewan) Victoria Park, Regina
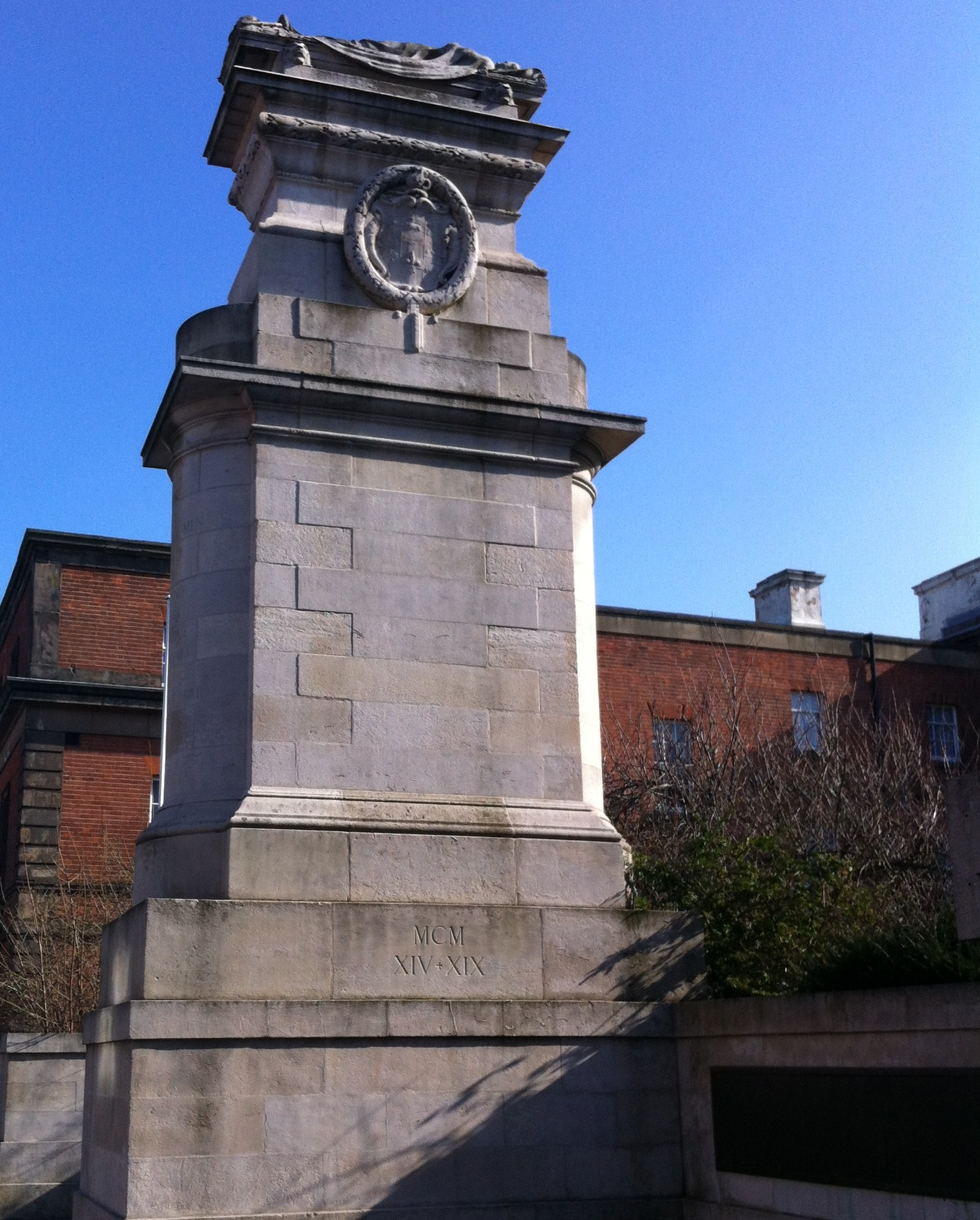
Midland Railway War Memorial, Derby
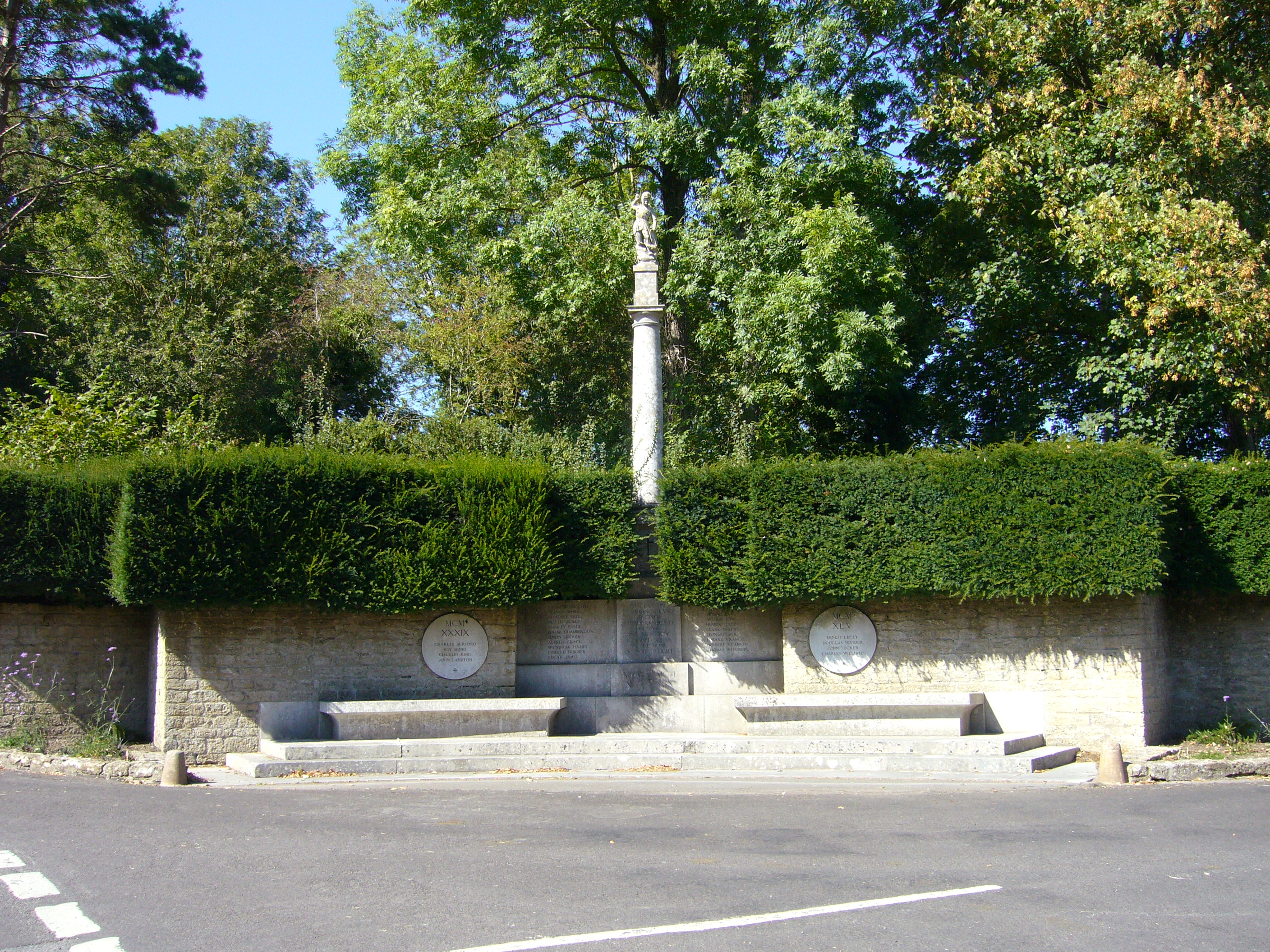
War Memorial in the village of Mells
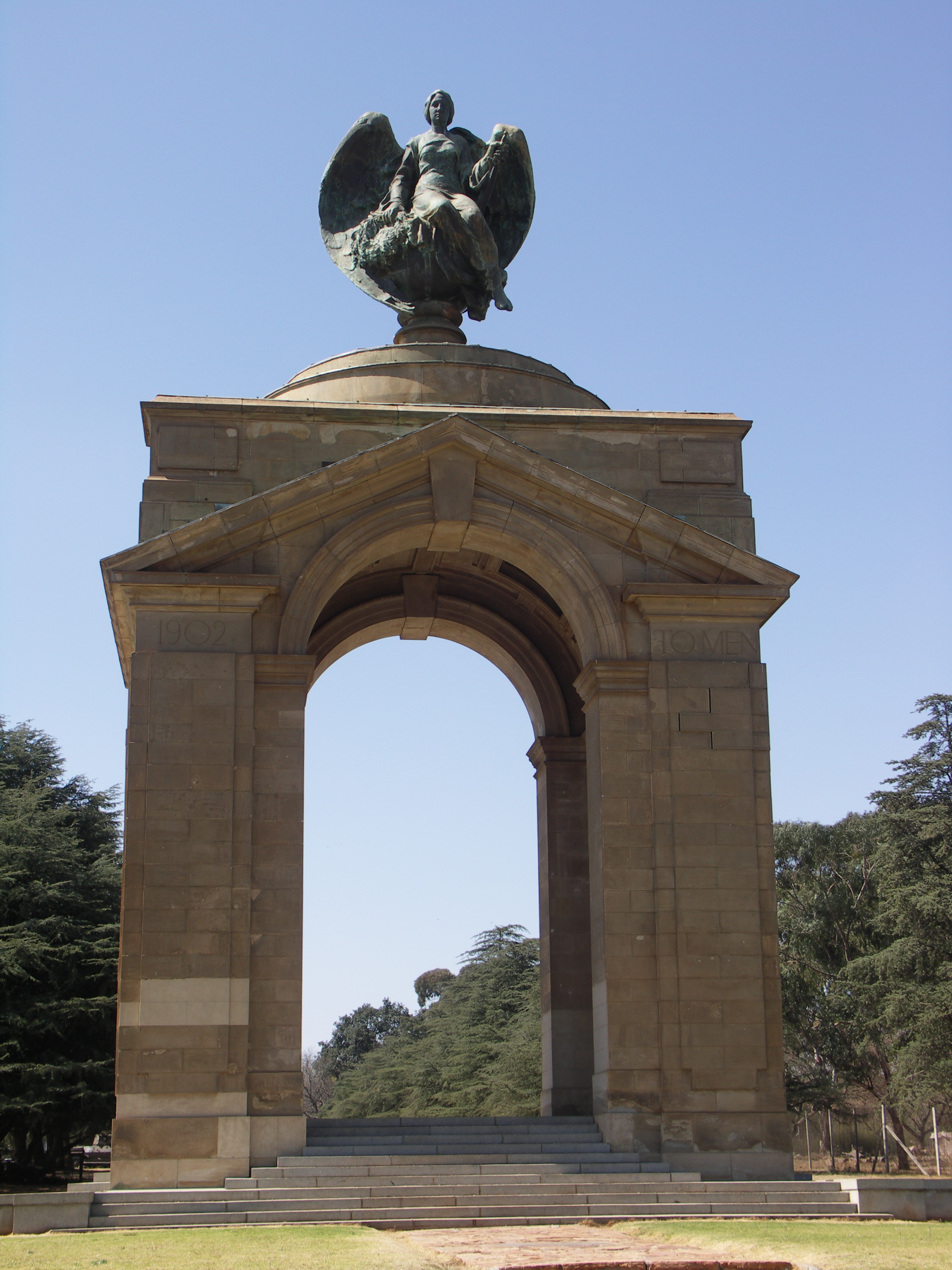
Anglo-Boer War Memorial, Johannesburg, South Africa

Puentes y otros
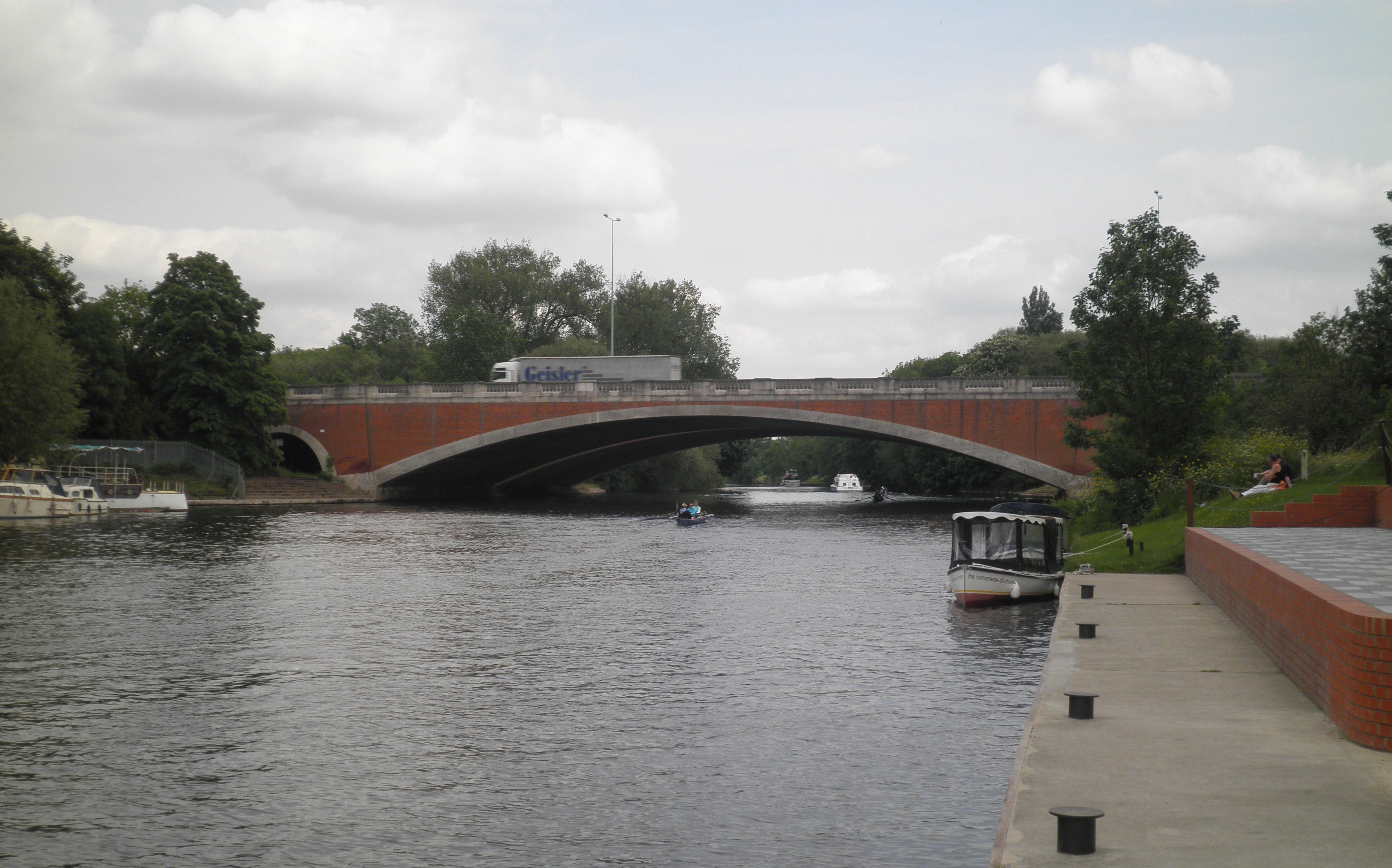
Runnymede Bridge
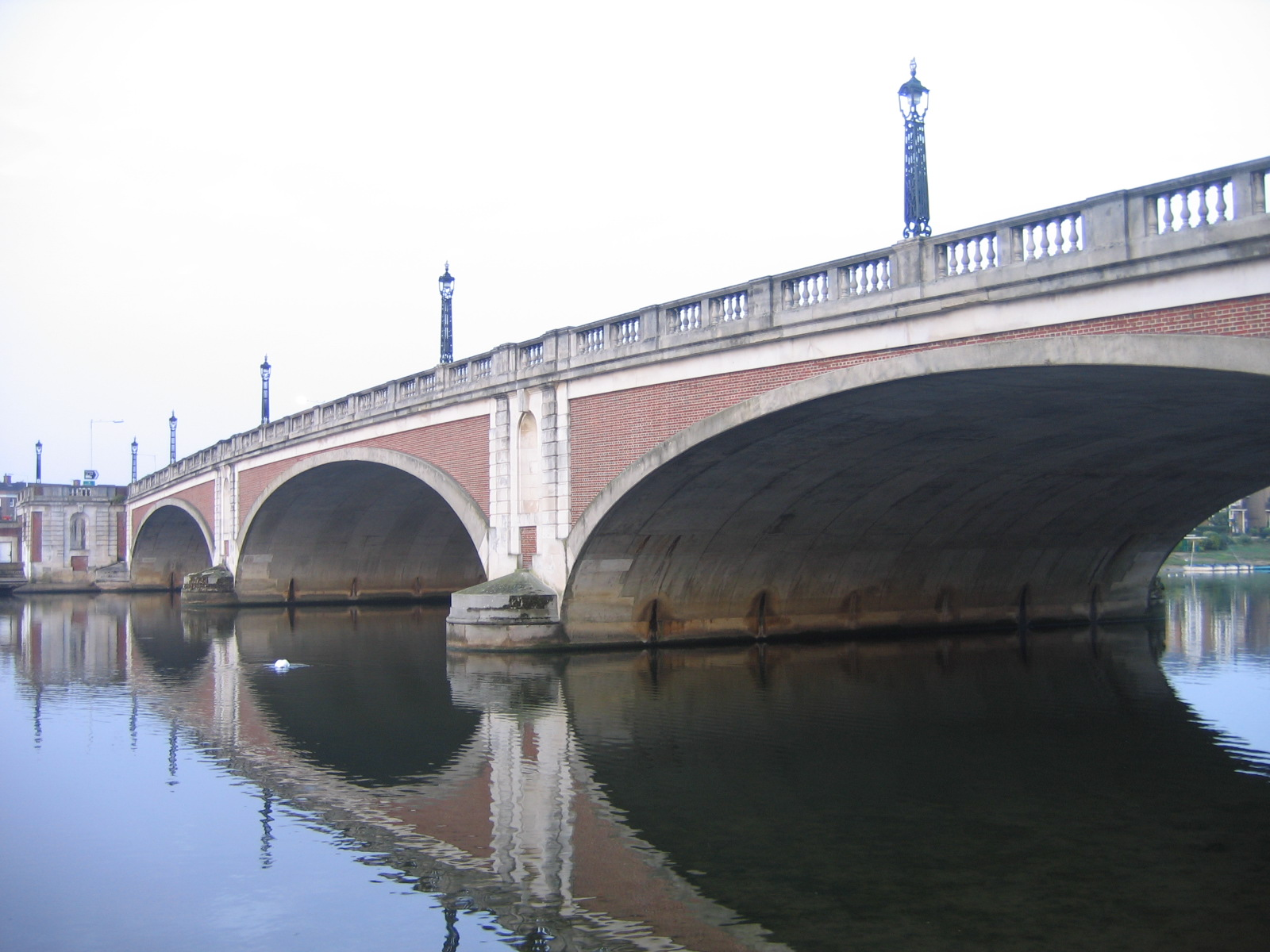
Hampton Court Bridge
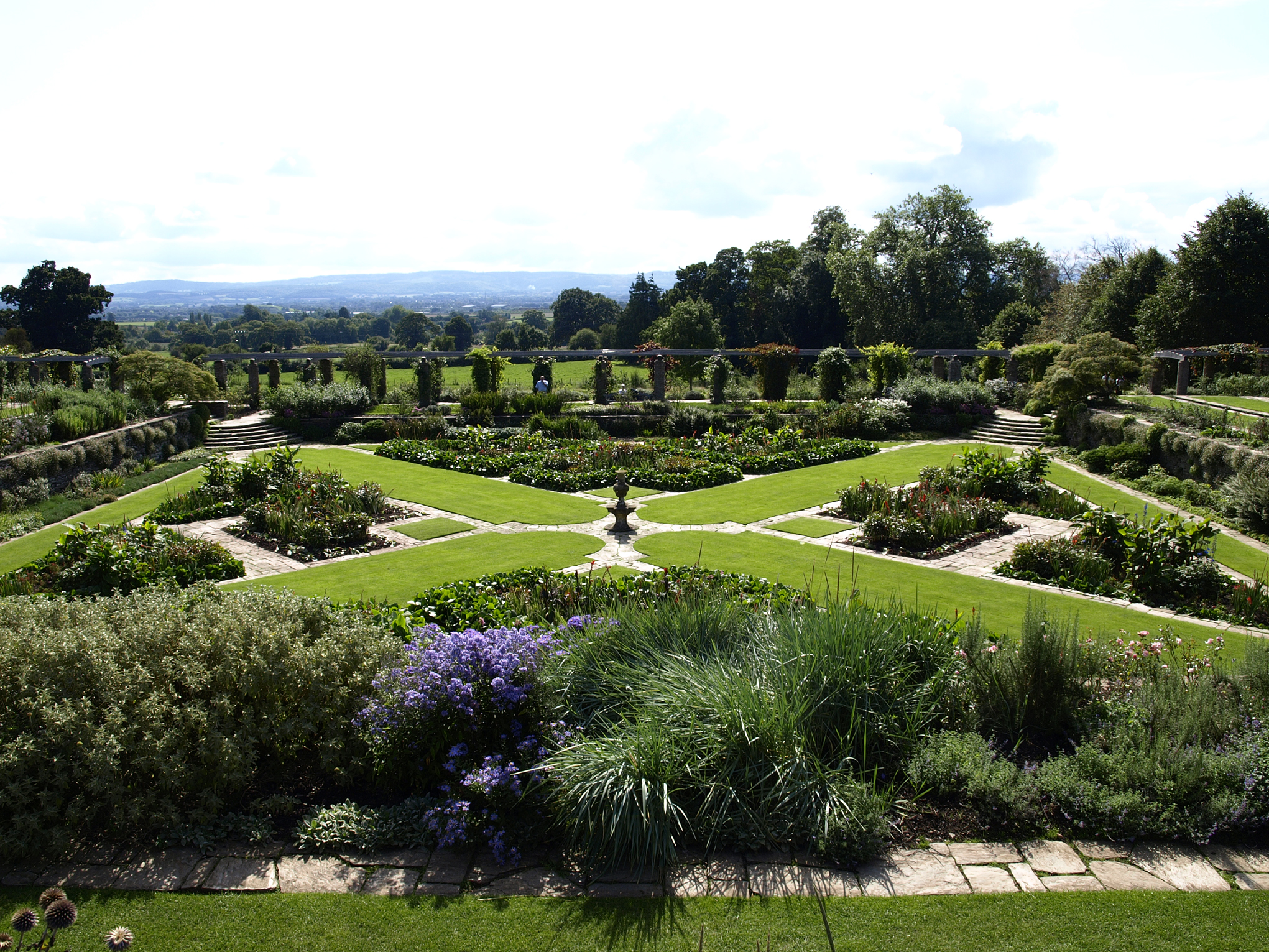
Hestercombe Gardens, Somerset, with Gertrude Jekyll

## Publicaciones
- Edwin Lutyens & Charles Bressey, The Highway Development Survey, Ministry of Transport, 1937
- Edwin Lutyens & Patrick Abercrombie, A Plan for the City & County of Kingston upon Hull, Brown (London & Hull), 1945.